# Aphaenogaster sangiorgii
Aphaenogaster sangiorgii är en myrart som först beskrevs av Carlo Emery 1901.  Aphaenogaster sangiorgii ingår i släktet Aphaenogaster och familjen myror. Inga underarter finns listade i Catalogue of Life.